# إريك أندرس
إريك أندرس (بالإنجليزية: Eryk Anders؛ مواليد 21 أبريل 1987) هو مُقاتل فنون قتالية مختلطة أمريكي.

## وصلات خارجية
- إريك أندرس على موقع يو إف سي (الإنجليزية)
- إريك أندرس على موقع شيردوغ (الإنجليزية)
- إريك أندرس على موقع Tapology.com (الإنجليزية)
- إريك أندرس على موقع IMDb (الإنجليزية)
- إريك أندرس على موقع قاعدة بيانات الفيلم (الإنجليزية)